# Лангенштайн (Верхняя Австрия)
Лангенштайн (нем. Langenstein (Oberösterreich)) — коммуна (нем. Gemeinde) в Австрии, в федеральной земле Верхняя Австрия. 
Входит в состав округа Перг.  Население составляет 2677 человек (на 31 декабря 2005 года). Занимает площадь 12,5 км². Официальный код  —  41109.

## Политическая ситуация
Бургомистр коммуны — Эрнст Хутштайнер (СДПА) по результатам выборов 2003 года.
Совет представителей коммуны (нем. Gemeinderat) состоит из 25 мест.
- СДПА занимает 18 мест.
- АНП занимает 7 мест.